# 空軍降下猟兵章
空軍降下猟兵章(くうぐんこうかりょうへいしょう、ドイツ語: Fallschirmschützenabzeichen der Luftwaffe)は、ナチス・ドイツの勲章。

## 概要
1936年11月5日、ヘルマン・ゲーリングによって制定された。授与対象は空挺降下試験を終えた空軍の降下猟兵である。また、途中で空軍降下猟兵部隊は陸軍降下猟兵部隊を取り込み、配下に置いたため陸軍の降下猟兵なども対象に含まれるようになった。
基本的には降下試験修了者が授与対象となるが、降下兵養成学校の教官は例外とされており、彼らは降下兵候補生の訓練がすべて修了した際に受章した。
戦後、勲章法の施行に伴い、ハーケンクロイツを削り取り非ナチ化された空軍降下猟兵章のみ佩用が認められた。